# Sport à Alost
Ville de 82 037 habitants, Alost est réputé pour son basket-ball, son football, son volley-ball et autrefois pour son handball et son football féminin.

## Principaux clubs de Alost
Les clubs cités évoluent au plus haut niveau de leur sport, soit en division 1.
| Club               | Sport       | Fondé en | Ligue           | Stade                 |
| ------------------ | ----------- | -------- | --------------- | --------------------- |
| Okapi Alost        | Basket-ball | 1949     | BNXT League     | Generali Forum        |
| SC Eendracht Alost | football    | 1919     | Proximus League | Stade Pierre Cornelis |

### Liste des clubs
- Koninklijke Atletiekclub Eendracht Aalst (athlétisme)
- Okapi Aalstar (basket-ball)
- SK Lebeke-Alost (football)
- VC Dames Eendracht Alost (football)
- SC Eendracht Alost (football)
- HC Aalst (handball)
- EV Aalst (handball)

## Infrastructure
- Stade 
  - Stade Pierre Cornelis, 6 294 places.
- Salle
  - Generali Forum, 2 800 places.

## Basket-ball
Alost est la terre d'accueil de l'Okapi Alost, club évoluant au plus haut niveau atteignable en Belgique, la BNXT League (Belgique + Pays-Bas).
Il fut fondé en 1949 et prend successivement les noms de Good Year Belgacom Aalst, de Belgacom Aalst, de BBC Okapi Aalst, Okapi Maes Aalst, Okapi Aalstar et de Generali Okapi Aalstar avant de prendre en 2012 sa forme actuelle.
La première grande performance du club fut en 1964 où il parvient à atteindre la finale de la Coupe de Belgique où face au Royal IV Brussels, le club flandrien subit une défaite de 88 à 68.
Par la suite, le club réalisa une dernière grosse performance vers la fin du siècle, ce fut tous comme en 64, une finale de Coupe de Belgique mais Alost perdit également face au Sunair Oostende sur le score étriqué de 75 à 74.
Après avoir terminé deuxième du championnat en 2011, le club remporta finalement la Coupe de Belgique en 2012 au détriment de l'Antwerp Giants qui s'incline, quant à lui, 96 à 89.
Les bons résultats suivirent et le club remporta deux autres titres en 2012 et 2013, soit deux Supercoupe de Belgique mais n'a toujours pas remporté le championnat alors qu'ils arrivèrent deuxième pour la seconde fois de leur histoire en 2014, le club se trouve aujourd'hui être une valeur sûre du basket-ball belge.
Au niveau européen, l'Okapi Aalstar connut ses premières expériences en EuroChallenge où le club y joua depuis la saison 2009/2010 et sa meilleure performance fut lors de la saison 2012/2013 où après avoir passé la Phase régulière en terminant deuxième du Groupe E, composé du Paris-Levallois, du Belfius Mons-Hainaut et du BCMU Pitesti, le club se qualifia pour le TOP 16 mais se fait éliminer en terminant troisième d'un groupe L dominé par les formations allemandes de EWE Baskets Oldenburg et de Telekom Baskets Bonn.

### Clubs
- Okapi Aalstar

## Football
Le football apparaît avant la Première Guerre mondiale, plusieurs équipes se forment dans la ville d'Alost, dont le Sporting Aalst ou le Steun geeft moed (le soutien donne du courage en néerlandais). 
Ces équipes disputent uniquement des matches amicaux entre elles et ne s'affilient jamais à l'Union Belge. 
Au déclenchement du conflit, la plupart des joueurs sont appelés aux armes et ces différents clubs cessent leurs activités. 
En 1919, d'anciens combattants également joueurs de football se réunissent au café « Bij Jan De Gendarm », c'est ainsi que le 25 juin 1919, l'Eendracht Football Club Alost est officiellement créé. 
La formation alostoise débuta au plus bas de la hiérarchie en deuxième division régionale de Flandre-Orientale mais au fil des années, l'Eendracht réussit à monter en Promotion en 1933, en division 1 en 1933 et en division d'honneur en 1939.
Malheureusement à cause de la guerre, Alost doit attendre la saison 1941-1942 pour jouer sa première saison officielle en élite, le club termina en cinquième position, ce qui restera son meilleur classement pendant plus d'un demi-siècle.
Lors des saisons suivantes, l'Eendracht lutte pour ne pas se faire reléguer mais lors de la saison 1946-1947, le club est Classé 17e et se voit redescendre Division 1 après cinq saisons jouées parmi l'élite.
Après la relégation, le club essaie de remonter rapidement parmi l'élite. Mais il ne parvient pas et est finalement relégué lors de la saison 1950-1951.
Malheureusement pour les alostois, ils en héritent au terme de la saison et doivent dès lors redescendre en Promotion. La reconnaissance du club en tant que « Société Royale » le 16 mai 1951 n'atténue pas la déception des joueurs et des supporters. Le club change de nom le 13 juin de la même année pour devenir le « Koninklijke Sportclub Eendracht Alost ».
Le désormais KSC Eendracht Alost joue la dernière saison de Promotion où il y resta pendant plus d'une décennie avant de retrouver la division 2, une division 2 ou tout comme en Promotion, le club y resta un peu plus d'une décennie et remonta en division 1 lors de la saison 1991-1992.
Après un ascension en division 1 raté lors de la saison 1991-1992, le club remonte en 1994-1995 et cette fois, la montée parmi l'élite est couronnée de succès, le club alostois se mêlant à la lutte pour une qualification européenne. En janvier 1995, Gilles De Bilde reçoit le Soulier d'or, la plus prestigieuse distinction individuelle du championnat belge.
En fin de saison, le club termine à une belle quatrième place, qualificative pour la prochaine édition de la Coupe UEFA. C'est le meilleur classement obtenu par le club dans son Histoire. Il atteint également les demi-finales de la Coupe de Belgique, éliminé par le FC Bruges, le futur vainqueur.
Quelques jours après la fin du championnat, le 1er juin 1995, l'Eendracht Alost absorbe l'équipe féminine des Kamillekes Alost, porteur du matricule 8511 et l'intègre à la structure du club.
Le club féminin renommé VC Dames Eendracht Alost devient l'un des plus importants du football belge féminin et remporta cinq titres de Champion de Belgique en 1996, 1999, 2000, 2001 et 2002 ainsi que deux Coupe de Belgique en 1997 et 1998 mais l'Eendracht Alost ne fut pas la seule formation féminine qui fit les beaux jours du football féminin alostois puis que le SK Lebeke-Alost remporta également un titre de Champion de Belgique en 2003.
Alors que lors de la saison 1995/1996, le club alostois découvre la Coupe d'Europe via la Coupe UEFA. Après avoir éliminé le Levski Sofia au premier tour, il doit s'incliner contre l'AS Rome au tour suivant. C'est encore aujourd'hui la seule participation du club à une compétition européenne. 
En championnat, le club ne parvient pas à rééditer ses performances de la saison précédente et termine à la douzième place. Les saisons suivantes sont toutes marquées de la lutte pour le maintien et de nombreux changements d'entraîneur, six en cinq ans.
Mais depuis les années 2000, le club doit faire face à de gros problèmes financiers au point que l'on évoque une fusion avec le KSC Lokeren mais les supporteurs protestèrent et le président ainsi que le manageur quitte l'Eendracht qui fut relégué en 2002 en terminant à l'avant-dernière place du classement et doit ainsi quitter l'élite après huit saisons de présence consécutives.
Malgré plusieurs tentatives pour combler le fossé de dettes créé par l'ancienne direction, la société gérant le club ne peut éviter la faillite et doit déposer le bilan en 2002.
À la suite de cela, l'Union belge, conformément à son règlement, sanctionne le club d'une rétrogradation administrative, le renvoyant directement en Division 3. Cette faillite force également le club à changer sa dénomination officielle. Il devient dès lors le « VC Eendracht Alost 2002 ».
En juin 2003, la section féminine reprend son indépendance sous le nom de VC Dames Eendracht Alost et reçoit un nouveau matricule, le 9447.
Cette même année, l'Eendracht remonte en division 2 mais en 2005, les alostois sont relégués en Division 3. 
Le club retrouva la division 2 lors de la saison 2012/2013 et également son ancienne dénomination du SC Eendracht Aalst.
Mais 2015, bien que l'Eendracht termina dans le milieu du classement, il se voit reléguer car il ne reçoit pas sa licence, le club introduit une action en justice et réclame sa réintégration en Division 2.
Dans l'attente d'une décision, le "matricule 90" est versé dans la "Division 3 - Série A". Le mauvais feuilleton perdure jusqu'au terme de l'entre-saison. Obtenant gain de cause devant un Tribunal des Référés, le club est débouté lors de l'Appel auquel s'est pourvu la fédération.

### Clubs
- Masculin 
  - SC Eendracht Alost
  - VJ Baardegem
  - FC Doggen Erembodegem
  - SK Erembodegem
  - KRC Gijzegem-Aalst
  - SK Herdersem
  - KSC Wilskracht Hofstade
  - TK Meldert
  - KSC De Schroevers Moorsel
  - KVC Eendracht Nieuwerkerken
  - SK Terjoden-Welle
- Féminin
  - VC Dames Eendracht Alost
  - SK Lebeke-Alost

## Handball
Le premier club de handball alostois fut le Sparta Aalst, il fut fondé en 1953, il obtient le matricule 212.
Le Sparta évolua lors de la première édition Championnat de Belgique de handball à sept, lors de la saison 1958/1959, il fut l'un des 19 clubs fondateurs de l'Union belge.
Mais, à l'issue de cette saison, le club finit par être relégué, il revient dans l'élite lors de la saison 1963/1964 où il y resta deux saisons avant de se faire à nouveau reléguer.
Lors de la saison 1966/1967, c'est un autre club alostois qui s'illustra, l'EV Aalst, section handball de l'Eendracht, qui réussit à intégrer la division 1.
Lors de la saison suivante, le Sparta Aalst remonta en division 1 et c'est donc deux clubs alostois qui évoluait représentant la ville au plus haut niveau du handball belge.
Les deux clubs évoluèrent en même temps pendant trois saisons dans la division 1, ce fut l'âge d'or du handball alostois puisqu'en plus d'avoir deux représentants dans l'élite, le Sparta s'illustra lors de la saison 1968/1969 où il réussit à atteindre la finale de la Coupe de Belgique qui l'opposait au redoutable club liégeois du Progrès HC Seraing mais à l'issue d'une rencontre des plus serrée, le Sparta remporta le trophée grâce à un score étriqué de 19 à 18.
Par la suite, l'EV Aalst fut relégué puis ce fut au tour du Sparta Aalst respectivement lors des saisons 1969/1970 et en 1970/1971, une saison 1970/1971 où l'EV Aalst réintégra l'élite jusqu'en 1975.
Depuis, l'EV Aalst disparu alors que le Sparta Aalst se renomma HC Aalst et évolue en Liga III (5e niveau).

### Clubs
- HC Aalst

#### Anciens clubs
- EV Aalst